# Носель (Аверон)
Носе́ль (фр. Naucelle, окс. Naucèla) — коммуна во Франции, находится в регионе Окситания. Департамент — Аверон. Административный центр кантона Носель. Округ коммуны — Родез.
Код INSEE коммуны — 12169.
Коммуна расположена приблизительно в 520 км к югу от Парижа, в 100 км северо-восточнее Тулузы, в 25 км к юго-западу от Родеза.

## Население
Население коммуны на 2008 год составляло 2017 человек.
| 1962 | 1968 | 1975 | 1982 | 1990 | 1999 | 2008 |
| ---- | ---- | ---- | ---- | ---- | ---- | ---- |
| 1839 | 1989 | 2157 | 2076 | 1929 | 1796 | 2017 |

## Экономика
В 2007 году среди 1060 человек в трудоспособном возрасте (15—64 лет) 724 были экономически активными, 336 — неактивными (показатель активности — 68,3 %, в 1999 году было 66,8 %). Из 724 активных работали 679 человек (370 мужчин и 309 женщин), безработных было 45 (15 мужчин и 30 женщин). Среди 336 неактивных 80 человек были учениками или студентами, 169 — пенсионерами, 87 были неактивными по другим причинам.

## Достопримечательности
- Городские ворота (т. н. Английские ворота, XV век). Памятник истории с 1978 года[3]

## Города-побратимы
- Мез (Эро, Франция)

## Фотогалерея

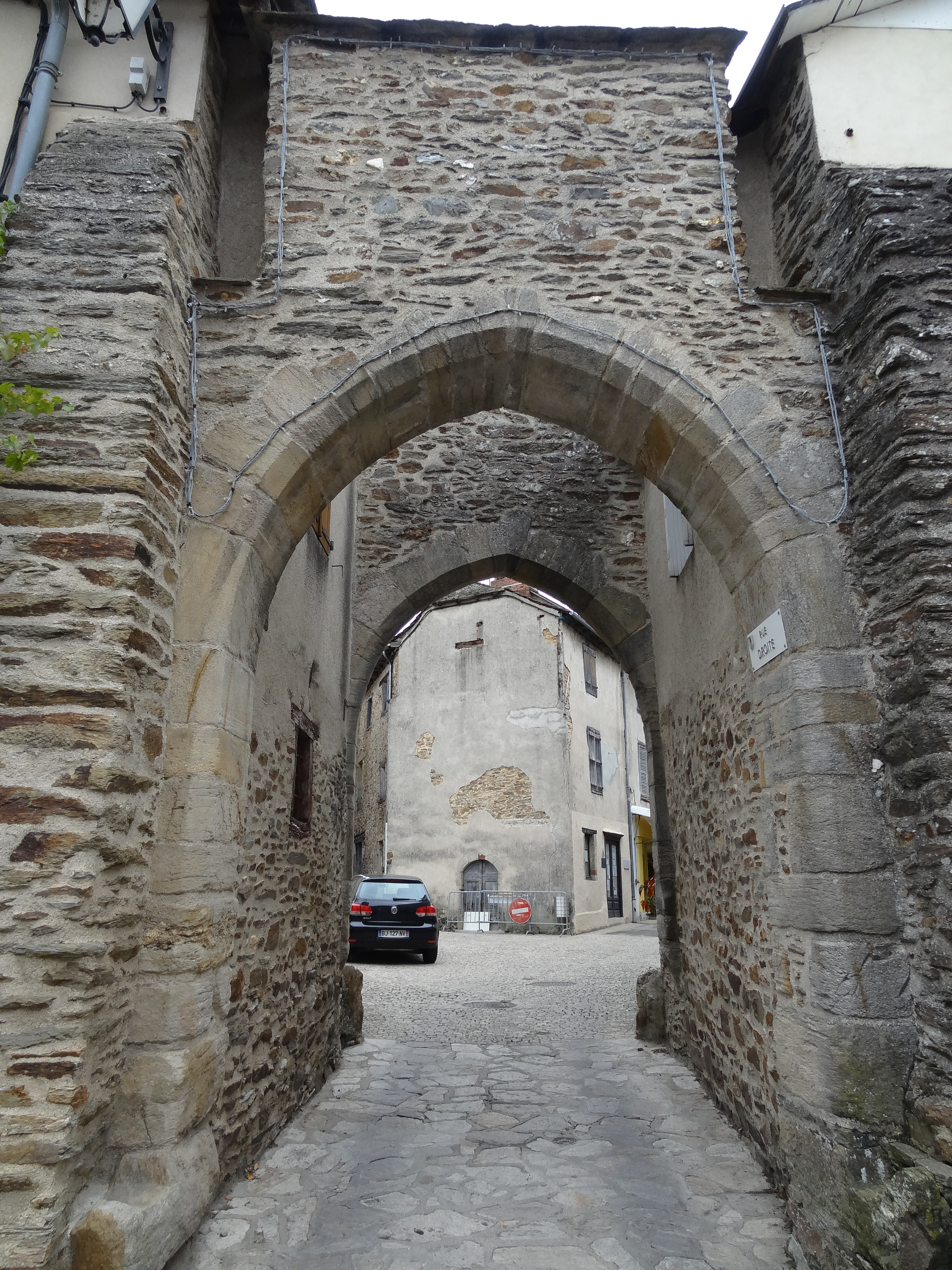
Английские ворота
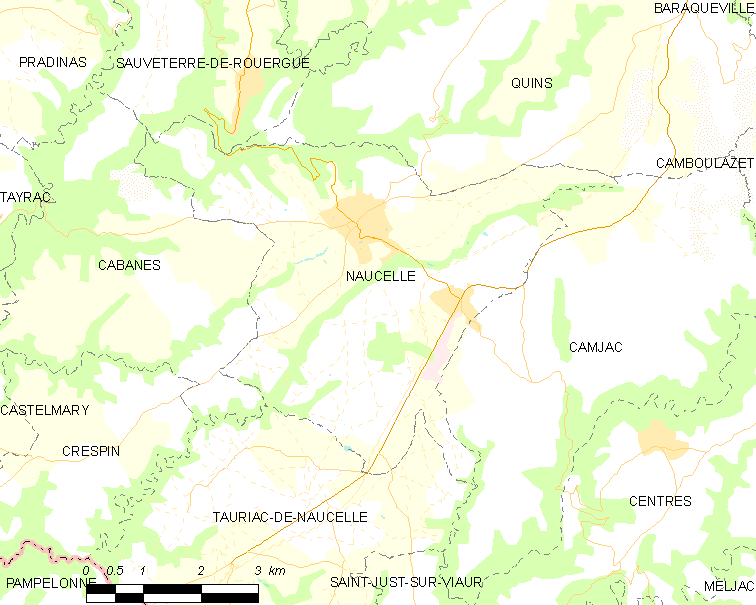
Карта коммуны